# Dariusz Stenka
Dariusz Stenka (ur. 4 sierpnia 1963 w Gdańsku) – polski żużlowiec.

## Życiorys
Licencję żużlową zdobył w 1980 roku. W rozgrywkach o Drużynowe Mistrzostwo Polski reprezentował kluby Wybrzeża Gdańsk (1981–1989 oraz 1995–1997), Motoru Lublin (1990–1994 oraz 1999), Stali Gorzów Wielkopolski (1998) i TŻ Opole (2000). Jest dwukrotnym srebrnym medalistą DMP, z lat 1985 oraz 1991. Siedmiokrotnie startował finałach Mistrzostw Polski Par Klubowych, trzykrotnie zdobywając medale: srebrny (1986) oraz dwa brązowe (1984, 1987). Był również srebrnym medalistą Młodzieżowych Mistrzostwa Polski Par Klubowych (Tarnów 1983) oraz dwukrotnym medalistą Młodzieżowych Drużynowych Mistrzostw Polski (złotym – 1983 oraz brązowym – 1984). W 1994 r. zdobył srebrny medal Drużynowego Pucharu Polski.
W 1983 r. zdobył w Gnieźnie brązowy medal Młodzieżowych Indywidualnych Mistrzostwa Polski. W 1988 r. zajął III m. w rozegranym w Opolu turnieju o Indywidualny Puchar Polski, natomiast w 1992 r. był drugi w Memoriale im. Eugeniusza Nazimka w Rzeszowie. W 1993 r. jedyny raz w karierze wystąpił w finale Indywidualnych Mistrzostw Polski, zajmując w Bydgoszczy XIV miejsce. Kilkukrotnie startował w eliminacjach Indywidualnych Mistrzostw Świata, w 1988 r. zdobywając awans do rozegranego w Lesznie finału kontynentalnego, w którym zajął X miejsce.